# Петар Крсмановић
Петар Крсмановић (Чачак, 1. јун 1990) српски је одбојкаш. Игра на позицији средњег блокера. 
Са репрезентацијом је освојио златну медаљу у Паризу на Европском првенству 2019. године победом у финалу против Словеније са 3:1.

## Трофеји

### Репрезентација
- Европско првенство:  2019.